# Абрамовское (озеро, Бурятия)
Абра́мовское — озеро в правобережье нижнего течения реки Убукун, располагается на территории Селенгинского района Бурятии (Россия). Площадь водосбора — 2,16 км².

## География
Озеро площадью 0,59 км² расположено на высоте 593,5 метра над уровнем моря в прижиме долины реки Убукун, между северным отрогом Моностоя и южным склоном горы Большой Алтан, отделяющими Среднеубукунскую впадину от Нижнеубукунской (Убукуно-Оронгойской), между сёлами Средний Убукун (3 км к юго-западу) и Харгана (5 км к северо-востоку). К югу от озера проходят железнодорожная линия Улан-Удэ — Наушки и федеральная автодорога А340 Улан-Удэ — Кяхта (Кяхтинский тракт).
Озеро вытянуто с запада на восток. Длина — 1,2 км, наибольшая ширина (в восточной части) — 0,77 км. Лежит в неглубокой чаше, шириной до 800 метров, открытой на запад к болотистой долине реки Убукун, в которую по короткой протоке осуществляется сток из водоёма, примерно, в 24 км от устья реки.
На Кяхтинском тракте оборудована небольшая автостоянка с придорожной закусочной.

## Памятники археологии

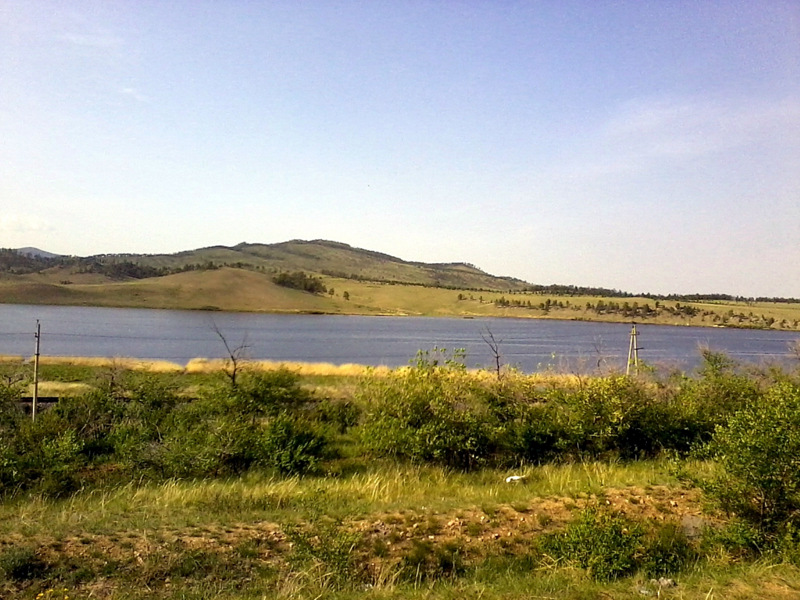
Вид на север. Восточная половина озера и гора Большой Алтан

Вдоль северного берега озера по горе Большой Алтан находятся керексуры и плиточные могильники бронзового века и средневековья.